# Макавчик, Виталий Александрович
Виталий Александрович Макавчик (20 сентября 1981, Минск) — белорусский футболист, вратарь.

## Биография
Начинал заниматься футболом в минской секции «Мотор», затем занимался в СДЮШОР № 5 у тренера Виталия Евгеньевича Шепетовского. В первое время играл в нападении, но затем был переведён на позицию вратаря. Во взрослом футболе дебютировал в 2000 году в клубе второй лиги «Академия-Славия» (Минск).
В 2001 году перешёл в минский «Локомотив», с которым в том же сезоне победил в турнире второй лиги, а в 2002 году стал бронзовым призёром первой лиги. В 2003 году провёл свои первые матчи в высшей лиге. Финалист Кубка Беларуси 2003 года. Все три сезона был основным вратарём «Локомотива».
В начале 2004 года перешёл в украинский клуб «Металлург» (Запорожье) вслед за белорусскими тренерами Анатолием Юревичем и Олегом Кононовым, работавшими ранее с «Локомотивом». Однако в основной состав клуба не пробился, а сыграл лишь два матча за дубль во второй лиге.
После возвращения на родину провёл ещё два года в «Локомотиве». В 2004 году стал победителем первой лиги. Затем перешёл в «Шахтёр» (Солигорск), где играл три с половиной сезона, но не всегда был основным вратарём. Серебряный призёр чемпионата Беларуси 2006 и 2007 годов (в 2007 году не провёл ни одного матча), финалист Кубка страны 2008 и 2009 годов (в обоих финалах не играл). Участвовал в матчах еврокубков.
С 2010 года до конца карьеры играл за клубы низших лиг. С клубом «ДСК-Гомель» в 2010 году стал бронзовым призёром первой лиги и полуфиналистом национального Кубка. Выступления за «СКВИЧ» и «Крумкачи» совмещал с работой вне футбола. Со СКВИЧем в 2013 году стал полуфиналистом Кубка Беларуси, но в том же сезоне команда вылетела из первой лиги. С «Крумкачами» в 2014 году вышел из второй лиги в первую (с третьего места).
Всего в высшей лиге Беларуси сыграл 110 матчей. За «Локомотив»/СКВИЧ во всех лигах провёл 200 матчей.

## Достижения
- Бронзовый призёр чемпионата Беларуси: 2006, 2007
- Финалист Кубка Беларуси: 2003, 2008, 2009
- Победитель первой лиги Беларуси: 2004